# Heteropogon succinctus
Heteropogon succinctus är en tvåvingeart som beskrevs av Friedrich Hermann Loew 1847. Heteropogon succinctus ingår i släktet Heteropogon och familjen rovflugor. Inga underarter finns listade i Catalogue of Life.